# Павлов, Юрий Михайлович (литературовед)
Юрий Михайлович Павлов (род. 4 июня 1957, Кропоткин, Краснодарский край) — советский и российский критик, литературовед, публицист, главный редактор литературного журнала «Родная Кубань». Доктор филологических наук, профессор Кубанского государственного университета. Член Союза писателей России.

## Биография
Родился в городе Кропоткине Краснодарского края. Окончил филологический факультет Кубанского государственного университета.
Преподавал литературу в Армавирском государственном педагогическом университете. В 1986 году защитил кандидатскую диссертацию «Концепция личности в творчестве В. Личутина», в 2004 году — докторскую диссертацию «Художественная концепция личности в русской и русскоязычной литературе XX века».
С 2013 года работает на факультете журналистики КубГУ, является заведующим кафедрой публицистики и журналистского мастерства. С 2017 года является главным редактором литературно-исторического журнала «Родная Кубань», сменив на этой должности писателя Виктора Лихоносова.
Автор более 100 публикаций в таких журналах как «Наш современник», газеты «День литературы», «Литературная Россия» и прочие. Лауреат премии Вадима Кожинова и премии имени Александра Невского «России верные сыны».
Критик неоднократно публиковался в российских литературных журналах, таких как «Наш современник», а также газетах «День литературы», «Литературная Россия» и других.